# St-Bruno (Lyon)

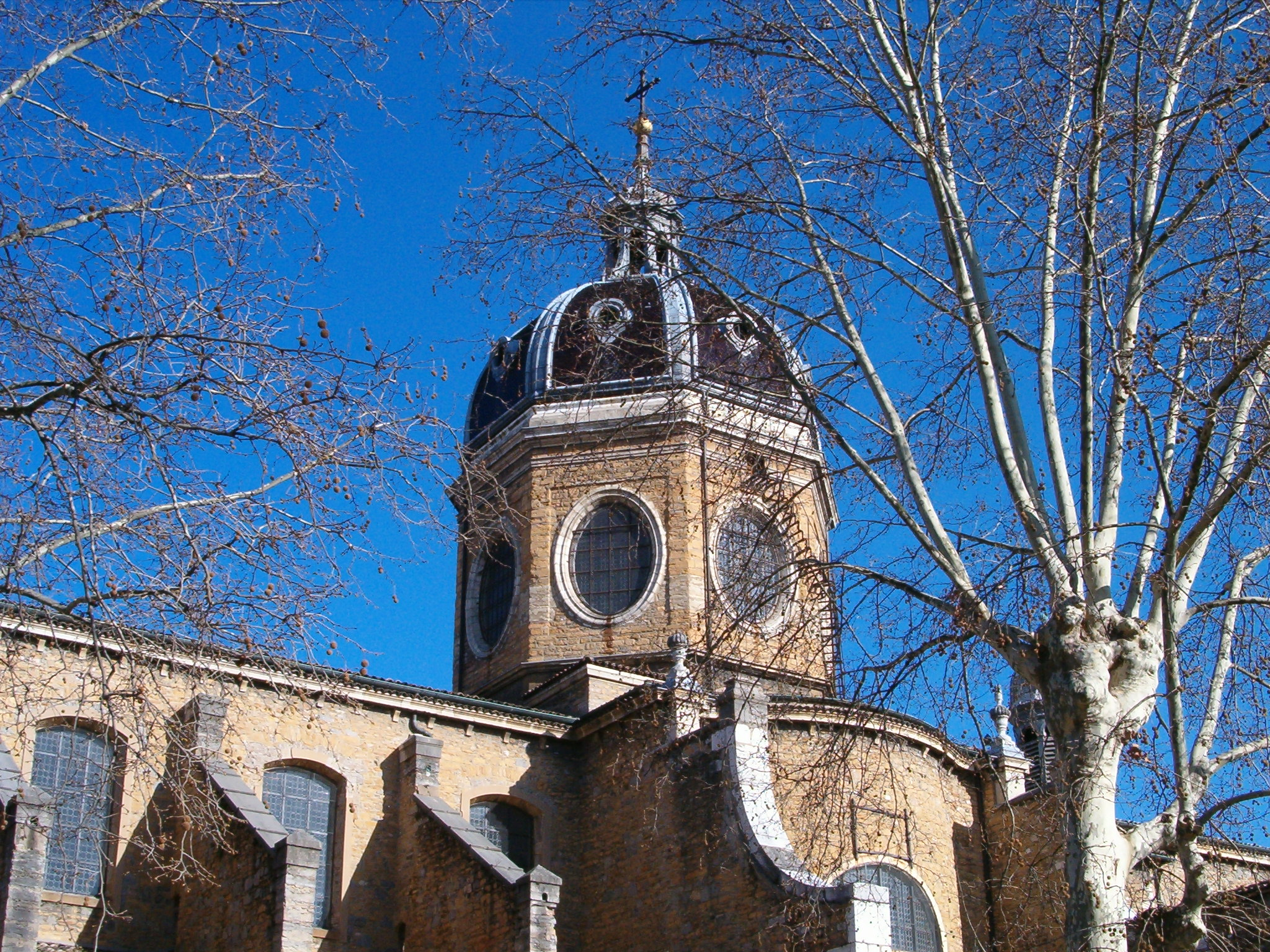
St-Bruno (Lyon)

Die Kirche St-Bruno (auch: Saint-Bruno-des-Chartreux) ist eine römisch-katholische Kirche im 1. Arrondissement von Lyon. Es ist eine der wenigen Barock-Kirchen der Stadt.

## Lage und Patrozinium
Die Kirche steht erhöht und weithin sichtbar über der Saône unweit des 4. Arrondissements. Sie ist zu Ehren des heiligen Bruno von Köln, Gründer des Kartäuserordens, geweiht. Die Kirche wurde 1911 als Monument historique klassifiziert.

## Geschichte

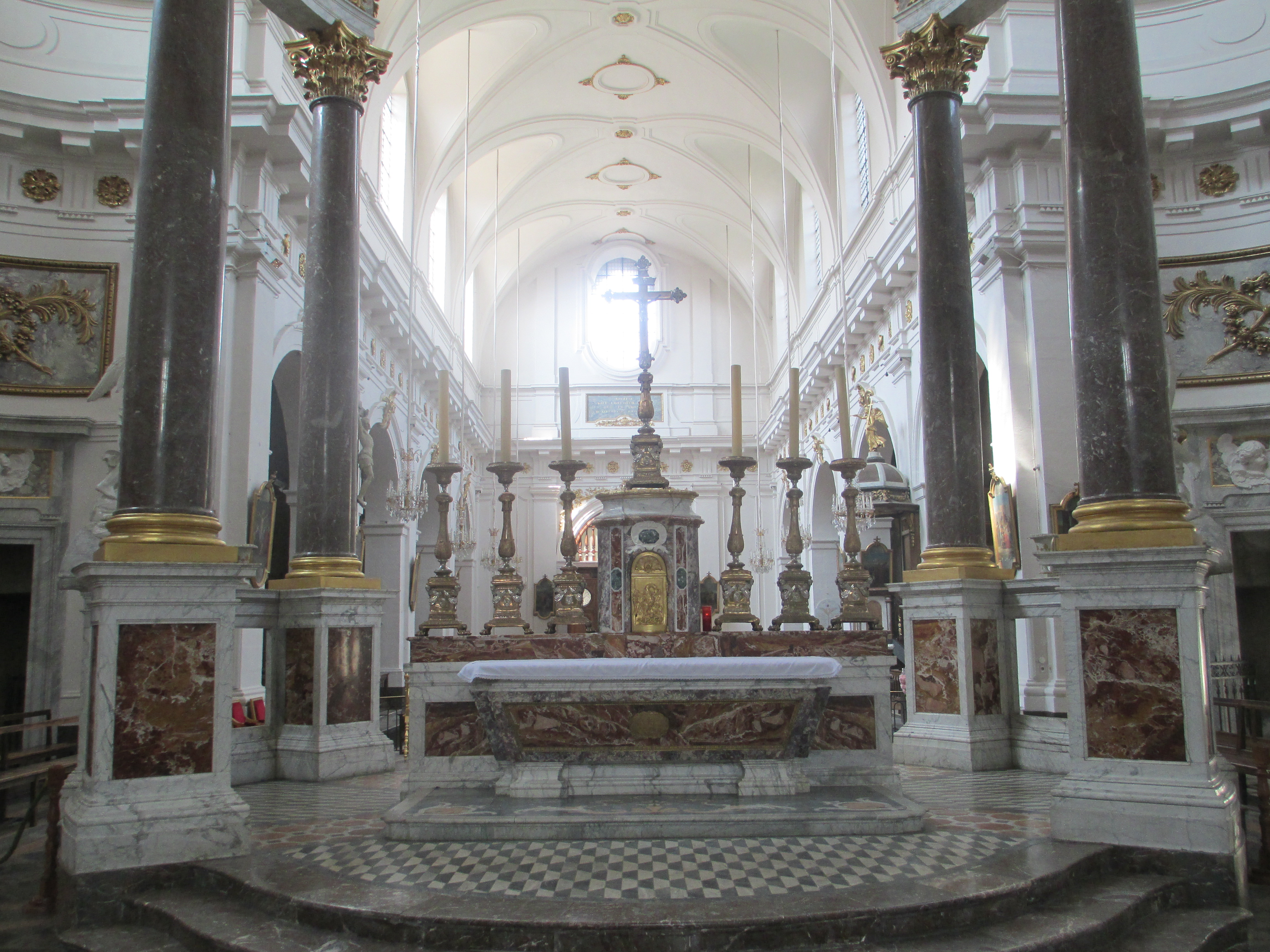
St-Bruno (Lyon)

1584 kaufte der Kartäuserorden den nötigen Grund für den Bau der Kartause Lys-Saint-Esprit auf dem Lyoner Hügel La Croix-Rousse. Der Bau der Kirche St-Bruno zog sich über 160 Jahre hin. In einer ersten Bauphase von 1590 bis 1690 wurde der Chor, der kleine Kreuzgang, die Sakristei und ein Teil der Mönchszellen gebaut. Im 18. Jahrhundert folgte die Fertigstellung des Kirchenschiffs, des Querschiffs und der Seitenkapellen. Erst in den 1730er Jahren gelang es dem in München geborenen Architekten Ferdinand Delamonce (1678–1753) mit neuer Planung den Bau wieder aufzunehmen und bis 1750 vorläufig abzuschließen. Die Fassade kam erst 1868–1872 hinzu.

## Ausstattung
Das Prunkstück der barocken Kuppelkirche ist der Baldachin von Giovanni Niccolò Servandoni (1695–1766). Die Kirche verfügt über Gemälde von François Perrier (1629), Noël Hallé (1746), Nicolas Guy Brenet (1760), Pierre Charles Trémolières (1737) und Antoine Sublet (1821–1897), sowie Bildhauerwerke von Jacques Sarazin, Rodolphe Galli (1840–1863) und Joseph-Hugues Fabisch. Das Gestühl in dem 22 × 11 Meter großen Mönchschor wurde nach Zeichnungen von Jacques-Germain Soufflot angefertigt.

### Chor
In der zweiten Bauphase unter Ferdinand-Sigismond Delamonce wurde alle Chorfenster bis auf 5 zugemauert. Das hier zu findende Rokoko-Chorgestühl zeigt umgekehrte Voluten und Blattgirlanden sowie asymmetrische Muscheln und Blumengirlanden. Heute befindet sich auch die Kirchenorgel im Chor. Diese wurde 1890 eingebaut, als die Kirche Pfarrkirche wurde. Vor 1890 sorgte die Strenge der Kartäuserregel für eine einfache Liturgie ohne Orgelmusik.

## Literatur

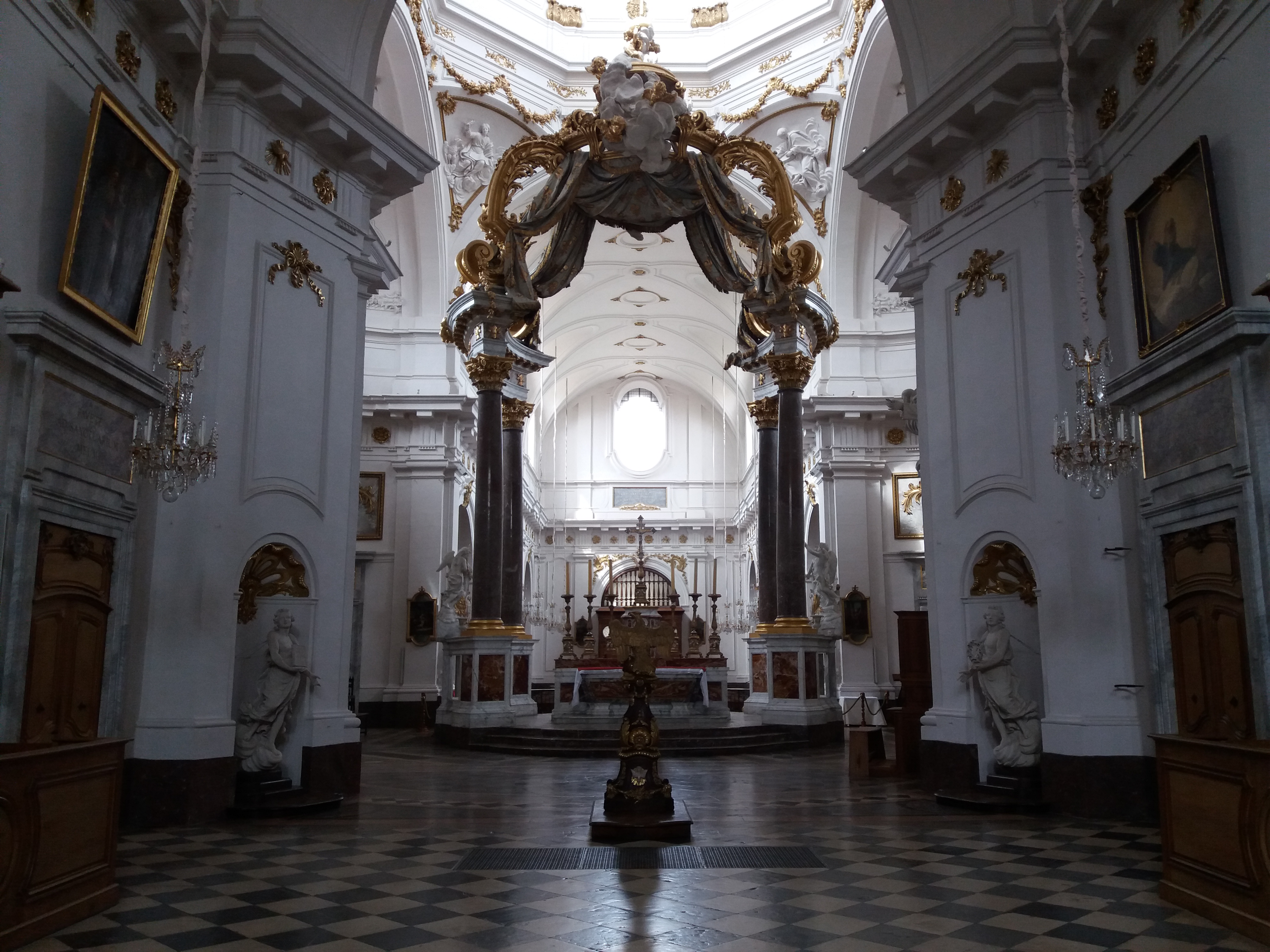
St-Bruno (Lyon)